# Ricardo Adolfo de la Guardia
Ricardo Adolfo de la Guardia, né le 14 mars 1899  et mort le 29 décembre 1969, est un homme politique panaméen. Il est président du Panama du 9 octobre 1941 au 15 juin 1945.